# Trio Altenberg
Pour les articles homonymes, voir Altenberg.
Le trio Altenberg est un trio avec piano autrichien fondé en 1994 à Vienne.

## Historique
Le trio Altenberg est un trio avec piano formé en 1994 à Vienne, par le pianiste et le violoncelliste du Trio Schubert de Vienne auxquels s'est adjoint le violoniste du Trio Chostakovitch. Il tient son nom du poète autrichien Peter Altenberg. Depuis ses débuts lors de la semaine Mozart à Salzbourg en 1994, c'est l'un des rares trios avec piano actif à plein temps en Europe. L'ensemble est trio en résidence à la Société philharmonique de Vienne (Musikverein) où il donne une série annuelle de concerts dans la Brahms Saal. Leur répertoire comprend plus de 250 trios avec piano, dont des œuvres composées pour et créées par le trio Altenberg tel que le Premier trio opus 22 de Douglas Weiland (1995).
En 1999, à la suite de la sortie de leur enregistrement de l'intégrale des trios pour piano de Schumann, le trio reçoit le prix Robert-Schumann de la ville de Zwickau. Leur enregistrement des trios de Ives (Trio avec piano (en)), Copland et Bernstein (Trio avec piano) remporte le prix Edison (en) à Amsterdam en 2000,.
En 2012, Christopher Hinterhuber (de) remplace Claus-Christian Schuster (de) au piano et Christoph Stradner (de) Alexander Gebert (de) au violoncelle.
Amiram Ganz (de) joue sur un violon de Goffredo Cappa (Saluces 1686), Christoph Stradner sur un violoncelle d'Antonio Stradivari, 1680,.

## Membres
Les membres du Trio Altenberg ont été et sont :
- violon : Amiram Ganz ;
- violoncelle : Martin Hornstein (1993-2004), Alexander Gebert (2004-2012), Christoph Stradner (depuis 2012) ;
- piano : Claus-Christian Schuster (1993-2012), Christopher Hinterhuber (depuis 2012).

## Discographie (sélection)
- Paul Juon : les trios avec piano
- Franz Schubert : Trio en mi bémol majeur D 929, Adagio D 897
- Mauricio Kagel : Trio avec piano / Ernst Widmer (de) : The Last Flower (James Thurber)
- Robert Schumann : les trios avec piano (2 CDs)
- Joseph Haydn : Trio en mi bémol majeur op. 75 no 3 (Hob. XV:29) / Wolfgang Amadeus Mozart : Trio en sol majeur K. 564 / Ludwig van Beethoven : Trio en mi bémol majeur op. 1 no 1
- Johannes Brahms : les trios avec piano (2 CDs)
- Hans Pfitzner : Trio en fa majeur, op.8 / Arnold Schönberg : la Nuit transfigurée
- Felix Mendelssohn Bartholdy : Trios avec piano 1 & 2
- Artur Malawski : Trio avec piano
- Camille Saint-Saëns : Trios avec piano 1 & 2
- Krzysztof Meyer : Trio avec piano